# (36555) 2000 QH103
2000 QH103 (asteroide 36555) é um asteroide da cintura principal. Possui uma excentricidade de 0.13895060 e uma inclinação de 15.41219º.
Este asteroide foi descoberto no dia 28 de agosto de 2000 por LINEAR em Socorro.